# Agar
Agar (/ˈeɪɡɑːr/ hoặc /ˈɑːɡər/), hoặc agar-agar, là một chất giống như thạch, làm từ tảo đỏ.

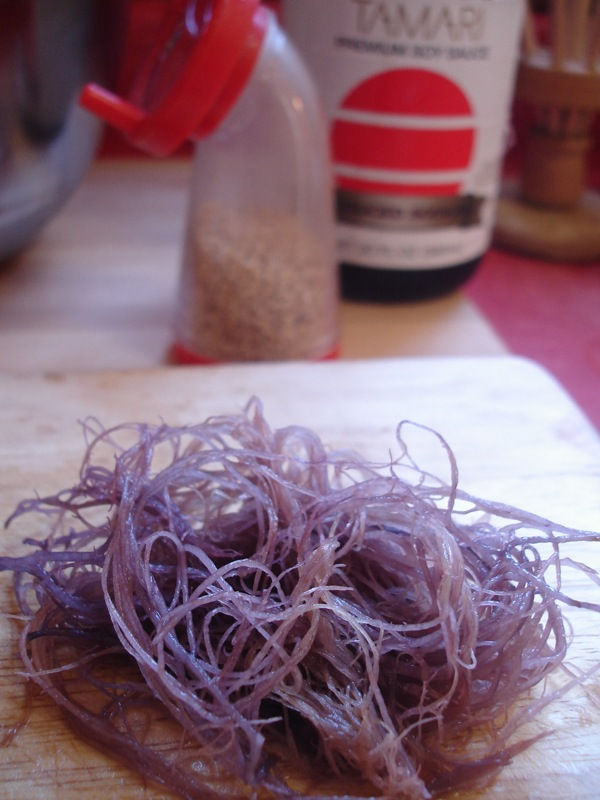
Ogonori, loại tảo đỏ phổ biến nhất được sử dụng để làm thạch

Agar là một hỗn hợp của hai thành phần: agarose polysaccharide mạch thẳng, và một hỗn hợp không đồng nhất của các phân tử nhỏ hơn gọi là agaropectin. Nó tạo thành cấu trúc hỗ trợ trong thành tế bào của một số loài tảo, và được giải phóng khi đun sôi. Những tảo được gọi là agarophytes, và thuộc về phylum Rhodophyta (tảo đỏ).
Agar đã được sử dụng như một thành phần trong các món tráng miệng ở khắp châu Á, và cũng là chất nền vững chắc để chứa môi trường nuôi cấy cho công việc vi sinh. Agar có thể được sử dụng như một chất nhuận tràng, một chất ức chế sự thèm ăn, một chất thay thế gelatin cho người ăn chay, một chất làm đặc cho Xúp, trong bảo quản trái cây, kem lạnh và các món tráng miệng khác, như một chất làm trong trong sản xuất bia, giấy và vải định cỡ.
Chất tạo gel trong agar là một polysaccharide không phân nhánh thu được từ thành tế bào của một số loài tảo đỏ, chủ yếu từ tengusa (Gelidiaceae) và ogonori (Gracilaria). Đối với mục đích thương mại, nó có nguồn gốc chủ yếu từ ogonori. Về mặt hóa học, agar là một polyme được tạo thành từ các tiểu đơn vị của đường galactose.

## Lịch sử
Agar có thể đã được phát hiện tại Nhật Bản vào năm 1658 bởi Mino Tarōzaemon (美濃 太郎左衞門), một chủ quán trọ hiện nay ở Fushimi-ku, Kyoto, người, theo truyền thuyết, được cho là đã vứt bỏ súp rong biển thừa và nhận thấy rằng nó đông lại sau một đêm đông lạnh giá. Trong những thế kỷ sau, agar đã trở thành một chất tạo gel phổ biến trong một số món ăn Đông Nam Á.
Agar lần đầu tiên được phân tích hóa học vào năm 1859 bởi nhà hóa học người Pháp Anselme Payen, người đã thu được agar từ tảo biển Gelidium corneum.
Bắt đầu từ cuối thế kỷ 19, agar bắt đầu được sử dụng nhiều như một môi trường rắn để nuôi cấy các loại vi khuẩn khác nhau. Agar lần đầu tiên được mô tả để sử dụng trong vi sinh vào năm 1882 bởi nhà vi sinh vật học người Đức Walther Hesse, một trợ lý làm việc trong phòng thí nghiệm của Robert Koch, theo gợi ý của vợ ông là Fannie Hesse. Agar nhanh chóng thay thế gelatin làm nền của môi trường vi sinh, do nhiệt độ nóng chảy cao hơn, cho phép vi sinh vật được nuôi cấy ở nhiệt độ cao hơn mà không cần môi trường hóa lỏng.
Với việc sử dụng mới trong vi sinh, sản lượng thạch nhanh chóng tăng lên. Hoạt động sản xuất này tập trung vào Nhật Bản, nơi sản xuất hầu hết agar trên thế giới cho đến Thế chiến thứ hai. Tuy nhiên, với sự bùng nổ của Chiến tranh thế giới thứ hai, nhiều quốc gia buộc phải thành lập các ngành công nghiệp thạch trong nước để tiếp tục nghiên cứu vi sinh vật. Vào khoảng thời gian Chiến tranh thế giới thứ hai, khoảng 2.500 tấn agar được sản xuất hàng năm. Vào giữa những năm 1970, sản lượng trên toàn thế giới đã tăng đáng kể lên khoảng 10.000 tấn mỗi năm. Kể từ đó, sản lượng agar biến động do các quần thể rong biển không ổn định và đôi khi bị sử dụng quá mức.

## Từ nguyên học
Từ "agar" bắt nguồn từ agar-agar, tên tiếng Mã Lai của tảo đỏ (Gigartina, Gracilaria) mà từ đó thạch được sản xuất. Nó còn được gọi là Kanten (tiếng Nhật: 寒天) (từ cụm từ kan -zarashi tokoro ten (寒曬心太) hoặc "agar tiếp xúc lạnh"), cỏ Trung Quốc, rêu Tích lan hoặc rêu Jaffna. Gracilaria lichenoides được gọi cụ thể là agal-agal hoặc Ceylon agar.

## Thành phần

Cấu trúc của một polyme agarose.

Agar bao gồm một hỗn hợp của hai polysaccharid: agarose và agaropectin, với agarose chiếm khoảng 70% hỗn hợp. Agarose là một polyme mạch thẳng, được tạo thành từ các đơn vị lặp lại của agarobiose, một disaccharide được tạo thành từ D-galactose và 3,6-anhydro-L-galactopyranose. Agaropectin là một hỗn hợp không đồng nhất của các phân tử nhỏ hơn xuất hiện với số lượng ít hơn và được tạo thành từ các đơn vị xen kẽ của D-galactose và L-galactose được biến đổi nhiều với các nhóm phụ có tính axit, chẳng hạn như sulfat và pyruvate.
Agar có hiện tượng hyteresis, tan chảy ở 85 °C (358 K, 185 °F) và đông đặc từ 32–40 °C (305–313 K, 90–104 °F). Tính chất này tạo ra sự cân bằng phù hợp giữa dễ tan chảy và độ ổn định gel tốt ở nhiệt độ tương đối cao. Vì nhiều ứng dụng khoa học yêu cầu ủ ở nhiệt độ gần với nhiệt độ cơ thể con người (37o C), agar thích hợp hơn các chất làm đông đặc khác tan chảy ở nhiệt độ này, chẳng hạn như gelatin.

## Công dụng

### Ẩm thực

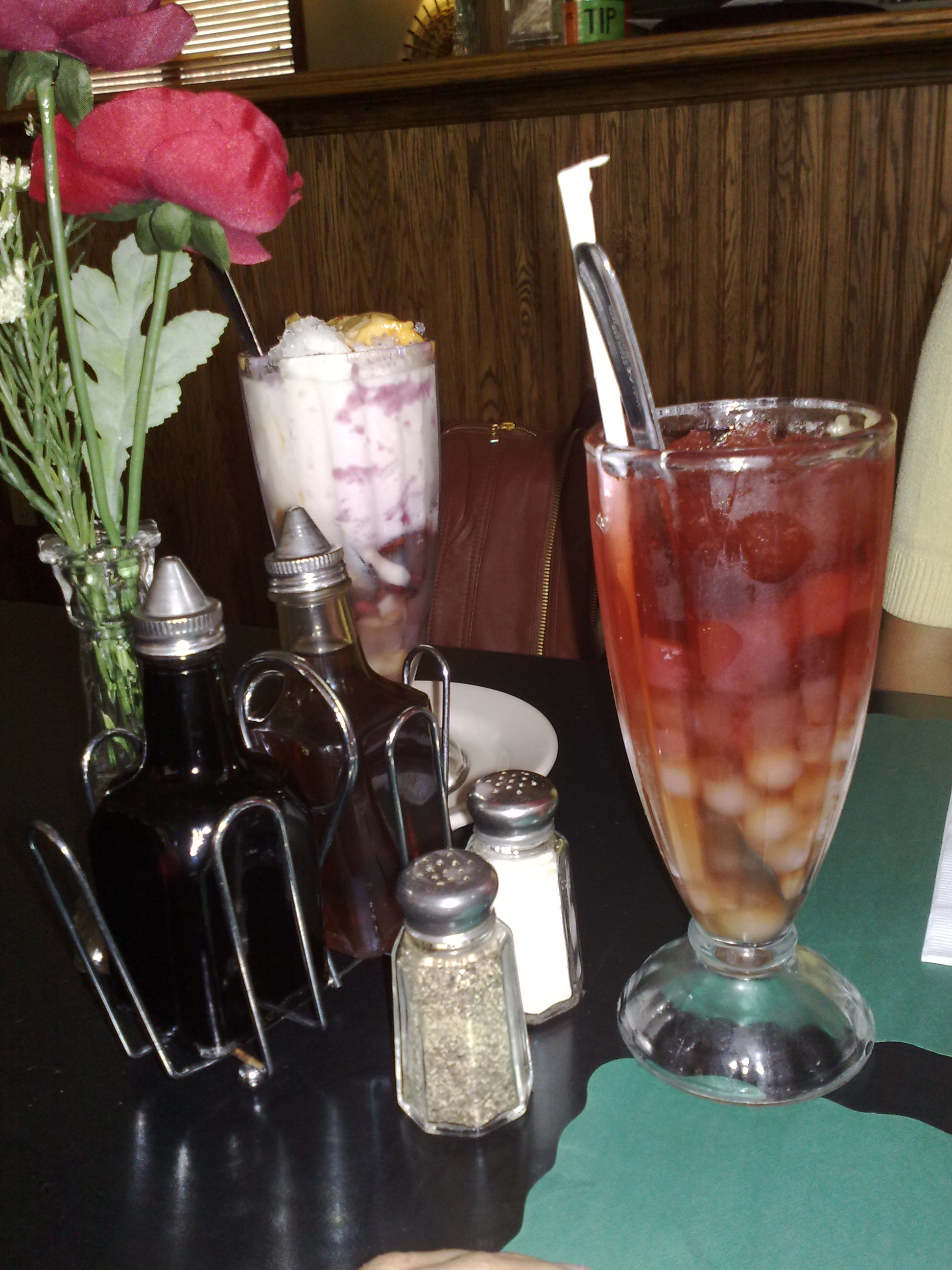
Sago trong gulaman trong ẩm thực Philippines được làm từ thạch (gulaman), trân châu sago, và nước ép trái cây có hương vị dứa

Agar-agar là một loại gelatin thực vật tự nhiên. Nó có màu trắng và nửa trong mờ khi được bán trong các gói dưới dạng dải đã rửa và sấy khô hoặc ở dạng bột. Nó có thể được sử dụng để làm thạch, bánh pudding và sữa trứng. Khi làm thạch, nó được đun sôi trong nước cho đến khi chất rắn tan ra. Chất tạo ngọt, hương liệu, phẩm màu, trái cây và rau quả sau đó được thêm vào, và chất lỏng được đổ vào khuôn để dùng như món tráng miệng và món rau câu hoặc kết hợp với các món tráng miệng khác như một lớp thạch trong bánh.
Agar-agar có khoảng 80% là chất xơ, vì vậy nó có thể hoạt động như một chất điều hòa đường ruột. Chất lượng của nó đã đi sau các chế độ ăn kiêng lỗi mốt ở châu Á, ví dụ như chế độ ăn kiêng kanten (từ tiếng Nhật có nghĩa là agar-agar ). Sau khi ăn vào cơ thể, kanten có kích thước tăng gấp ba lần và hút nước. Điều này dẫn đến việc người tiêu dùng cảm thấy no hơn. Chế độ ăn kiêng này gần đây cũng đã nhận được một số thông tin báo chí ở Hoa Kỳ. Chế độ ăn kiêng đã cho thấy nhiều hứa hẹn trong các nghiên cứu về bệnh béo phì.

#### Ẩm thực châu Á
Một công dụng của thạch trong ẩm thực Nhật Bản (Wagashi) là anmitsu, một món tráng miệng làm bằng thạch agar dạng khối nhỏ và được phục vụ trong bát cùng với nhiều loại trái cây hoặc các nguyên liệu khác. Nó cũng là thành phần chính trong mizu yōkan, một món ăn phổ biến khác của Nhật Bản. Trong ẩm thực Philippines, nó được sử dụng để làm các thanh thạch trong các món ăn giải khát hoặc món tráng miệng khác nhau của gulaman như sago gulaman, buko pandan, agar flan, halo-halo, gulaman đen và đỏ được sử dụng trong các món salad trái cây khác nhau. Trong ẩm thực Việt Nam, thạch làm từ lớp thạch có hương vị, gọi là thạch, là một món tráng miệng phổ biến và thường được làm trong khuôn trang trí công phu cho những dịp đặc biệt. Trong ẩm thực Ấn Độ, agar agar được gọi là "cỏ Trung Quốc" và được sử dụng để làm món tráng miệng. Trong ẩm thực Miến Điện, một loại thạch ngọt được gọi là kyauk kyaw (tiếng Miến Điện: ကျောက်ကျော, [tɕaʊʔtɕɔ́]) được làm từ agar. 

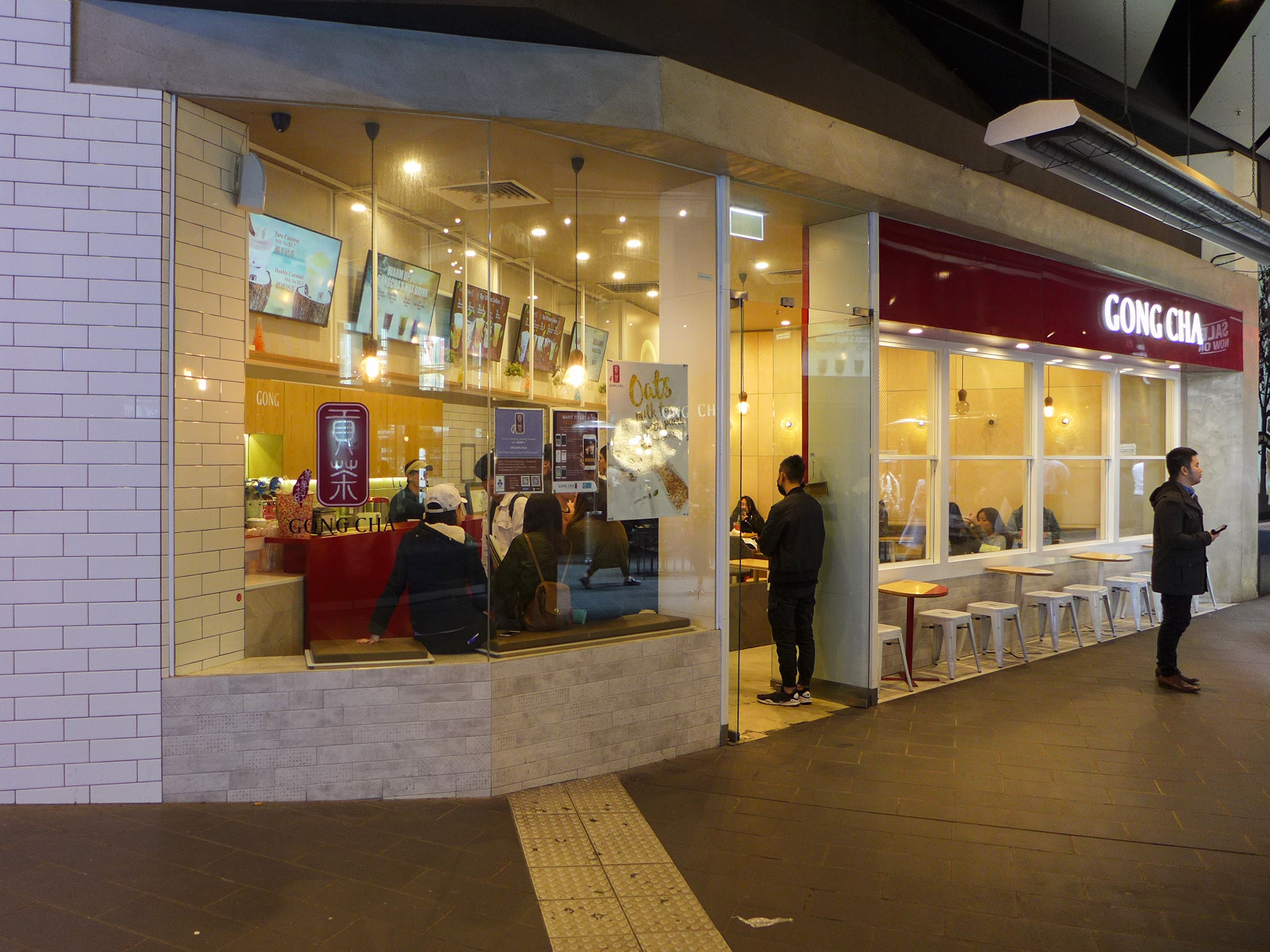
Một quán trà sữa trân châu Gong Cha ở QV Square, Melbourne, Australia

Thạch agar được sử dụng rộng rãi trong trà trân châu Đài Loan. Các quán trà chân trâu như Gong Cha và Chatime có thể được nhìn thấy ở Úc, Hoa Kỳ, Vương quốc Anh, Trung Đông và nhiều nước châu Á.

#### Ẩm thực khác
Ở Nga, nó được sử dụng bổ sung hoặc thay thế cho pectin trong mứt và mứt cam, thay thế cho gelatin vì các đặc tính tạo gel cao cấp của nó, và như một thành phần tăng cường trong súp và sữa trứng. Một công dụng khác của agar-agar là trong ptich'ye moloko (sữa chim), một loại sữa trứng pha trà phong phú (hoặc bánh trứng đường mềm) được sử dụng làm nhân bánh hoặc tráng men sô cô la như các loại kẹo riêng lẻ. Agar-agar cũng có thể được sử dụng làm chất tạo gel trong quá trình làm sạch gel, một kỹ thuật ẩm thực được sử dụng để làm rõ các loại nước sốt, nước sốt và các chất lỏng khác. México có kẹo truyền thống được làm từ gelatin Agar, hầu hết trong số họ trong nhiều màu sắc, hình dạng nửa vòng tròn đó trông giống như một quả dưa hay dưa hấu lát trái cây, và thường được bao phủ bởi đường. Chúng được biết đến trong tiếng Tây Ban Nha là Dulce de Agar (kẹo Agar)
Agar-agar là một chất phụ gia vô cơ / không tổng hợp được phép sử dụng làm chất làm đặc, chất tạo gel, chất tạo kết cấu, chất giữ ẩm, chất nhũ hóa, chất điều vị và chất hấp thụ trong thực phẩm hữu cơ được chứng nhận.

### Vi trùng học

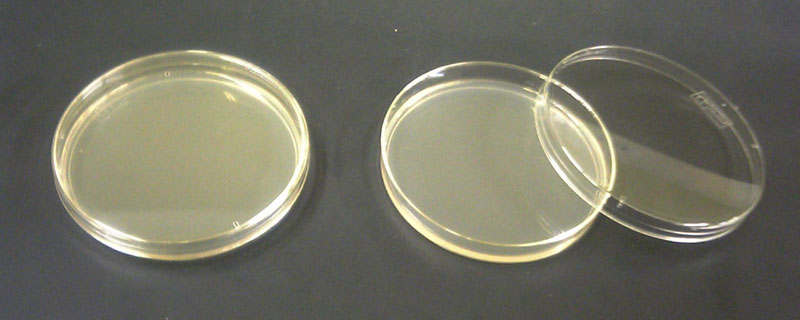
Đĩa Petri đường kính 100mm chứa gel thạch để nuôi cấy vi khuẩn

Đĩa agar hoặc đĩa Petri được sử dụng để cung cấp môi trường tăng trưởng bằng cách sử dụng hỗn hợp thạch và các chất dinh dưỡng khác, trong đó vi sinh vật, bao gồm vi khuẩn và nấm, có thể được nuôi cấy và quan sát dưới kính hiển vi. Agar khó tiêu đối với nhiều sinh vật nên sự phát triển của vi sinh vật không ảnh hưởng đến gel được sử dụng và nó vẫn ổn định. Agar thường được bán thương mại dưới dạng bột có thể trộn với nước và được chuẩn bị tương tự như gelatin trước khi sử dụng làm môi trường tăng trưởng. Các thành phần khác được thêm vào thạch để đáp ứng nhu cầu dinh dưỡng của vi sinh vật. Nhiều công thức dành riêng cho vi khuẩn có sẵn, bởi vì một số vi khuẩn thích các điều kiện môi trường nhất định hơn những công thức khác. Agar thường được phân phối sử dụng một vô trùng phương tiện truyền thông phân phối.

#### Các xét nghiệm về khả năng vận động
Là dạng gel, môi trường agar hoặc agarose xốp và do đó có thể được sử dụng để đo khả năng vận động và di động của vi sinh vật. Độ xốp của gel liên quan trực tiếp đến nồng độ agarose trong môi trường, vì vậy có thể lựa chọn nhiều mức độ nhớt hiệu quả khác nhau (theo "quan điểm" của tế bào), tùy thuộc vào mục tiêu thí nghiệm.
Một xét nghiệm nhận dạng thông thường bao gồm việc nuôi cấy một mẫu sinh vật nằm sâu trong khối thạch dinh dưỡng. Các tế bào sẽ cố gắng phát triển trong cấu trúc gel. Các loài di động sẽ có thể di chuyển, mặc dù chậm, trong suốt gel và tốc độ xâm nhập sau đó có thể được hình dung, trong khi các loài không di chuyển sẽ chỉ phát triển dọc theo con đường trống rỗng được đưa vào bởi sự lắng đọng mẫu ban đầu xâm lấn.
Một thiết lập khác thường được sử dụng để đo chemotaxis và chemokinesis sử dụng xét nghiệm di chuyển tế bào dưới agarose, theo đó một lớp gel agarose được đặt giữa quần thể tế bào và chất hóa trị. Khi gradient nồng độ phát triển từ sự khuếch tán của chất hóa trị vào gel, các quần thể tế bào khác nhau yêu cầu các mức kích thích khác nhau để di chuyển sau đó có thể được hình dung theo thời gian bằng cách sử dụng vi ảnh khi chúng đi thẳng lên gel chống lại trọng lực dọc theo gradient.

### Thảm thực vật

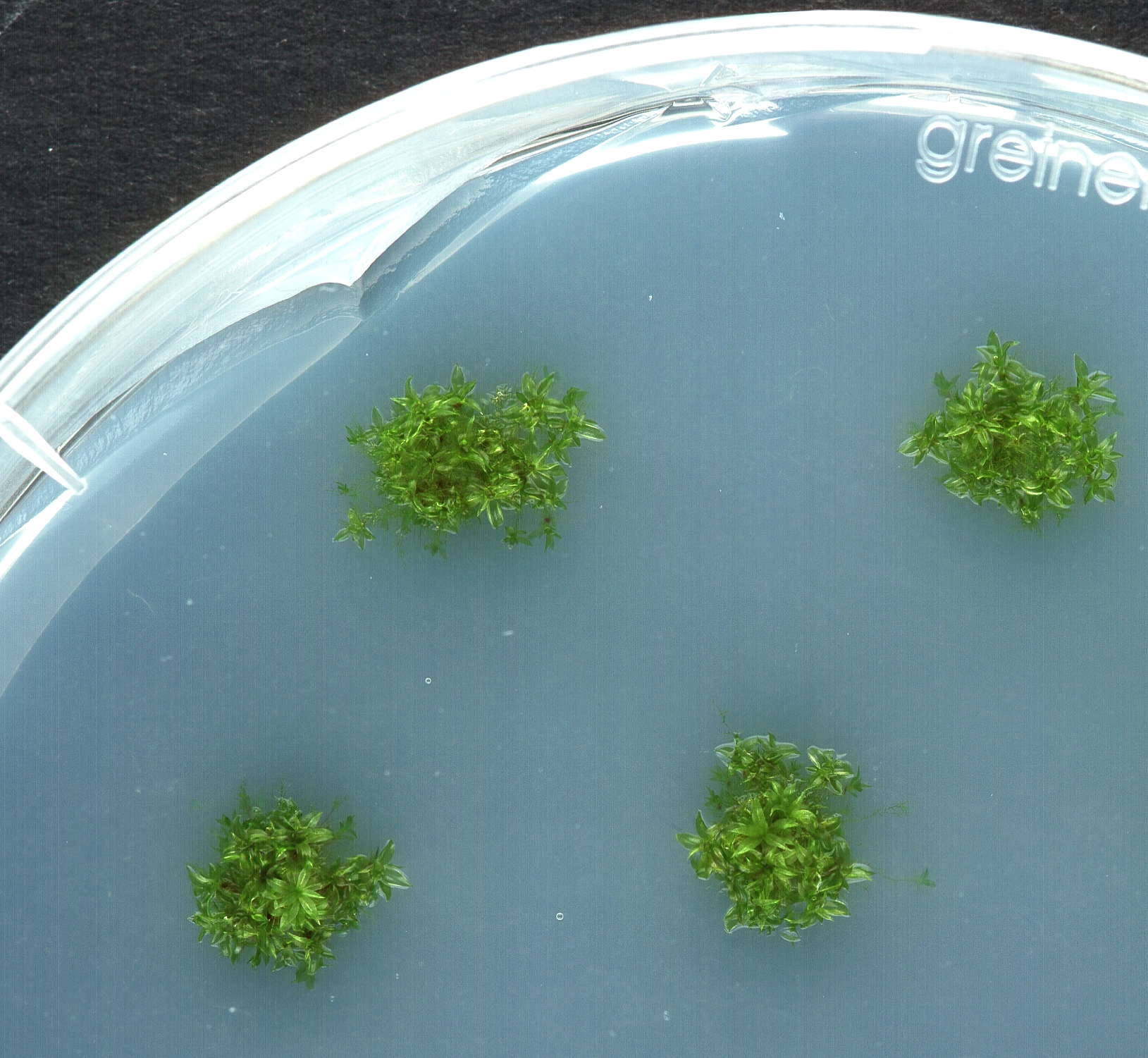
Cây Physcomitrella patens phát triển theo nuôi cấy thuần túy in vitro trên đĩa agar (Đĩa Petri, đường kính 9 cm).

Khi sử dụng agar, trong bất kỳ môi trường phát triển nào, điều quan trọng là phải biết rằng độ đông đặc của thạch phụ thuộc vào độ pH. Phạm vi tối ưu để đông đặc là từ 5,4–5,7. Thông thường, việc sử dụng KOH là cần thiết để tăng độ pH đến khoảng này. Hướng dẫn chung là khoảng 600 µl KOH 0,1M trên 250 ml GM. Toàn bộ hỗn hợp này có thể được khử trùng bằng chu trình lỏng của nồi hấp.
Phương tiện này cho phép ứng dụng các nồng độ cụ thể của phytohormone, v.v. để tạo ra các mô hình tăng trưởng cụ thể, trong đó người ta có thể dễ dàng chuẩn bị dung dịch có chứa lượng hormone mong muốn, thêm nó vào khối lượng GM đã biết, và hấp tiệt trùng để khử trùng và làm bay hơi bất kỳ dung môi nào có thể đã được sử dụng để hòa tan các hormone thường phân cực. Dung dịch hormone / GM này có thể được rải khắp bề mặt của đĩa Petri được gieo bằng cây con đã nảy mầm và/hoặc đã ra mầm.
Tuy nhiên, các thí nghiệm với rêu Physcomitrella patens đã chỉ ra rằng sự lựa chọn chất tạo gel   - agar hoặc Gelrite - không ảnh hưởng đến độ nhạy phytohormone của nuôi cấy tế bào thực vật.

### Sử dụng khác
Agar được sử dụng trong:
- Là một vật liệu lấy dấu trong nha khoa.
- Là phương tiện để định hướng chính xác mẫu mô và bảo vệ nó bằng cách nhúng trước thạch (đặc biệt hữu ích cho các mẫu sinh thiết nội soi nhỏ) để xử lý mô bệnh học [23]
- Để làm cầu nối muối và phích cắm gel để sử dụng trong điện hóa học.
- Là một thành phần tự nhiên để tạo thành đất nặn cho trẻ nhỏ chơi.
- Là một thành phần phân bón sinh học được phép sử dụng trong canh tác hữu cơ.[24]
- Làm chất nền cho các phản ứng kết tủa trong miễn dịch học.
- Vào các thời điểm khác nhau như một chất thay thế cho gelatin trong nhũ tương nhiếp ảnh, dong riềng trong việc chuẩn bị giấy bạc và thay thế cho keo cá trong việc chống ăn mòn.[25]

Thạch gelidium được sử dụng chủ yếu cho các đĩa vi khuẩn. Gracilaria agar được sử dụng chủ yếu trong các ứng dụng thực phẩm.
Vào năm 2016, AMAM, một công ty Nhật Bản, đã phát triển một nguyên mẫu cho hệ thống đóng gói thương mại dựa trên Agar có tên là Agar Plasticity, nhằm thay thế cho bao bì nhựa làm từ dầu.

## Liên kết ngoại
- Định nghĩa của agar tại Wiktionary